# 1730
1730 (MDCCXXX) var ett normalår som började en söndag i den gregorianska kalendern och ett normalår som började en torsdag i den julianska kalendern.

## Händelser

### Mars
- 23 mars – Fredrik I blir hertig av Hessen-Kassel, varmed Sverige går i personalunion med hertigdömet.[1]

### April
- April – Sodomiprocesserna i Utrecht bryter ut i Nederländerna och sprider sig från Utrecht över hela landet.

### Juli
- 12 juli – Sedan Benedictus XIII har avlidit den 23 februari väljs Lorenzo Corsini till påve och tar namnet Clemens XII.

### Augusti
- 1 augusti – Jönköping drabbas av en kvartersbrand.[2]

### Oktober
- 12 oktober – Vid Fredrik IV:s död efterträds han som kung av Danmark och Norge av sin son Kristian VI.

### Okänt datum
- Den svenska veckotidskriften Sedo-lärande Mercurius börjar ges ut.
- Astronomen Anders Celsius utses till professor i astronomi i Uppsala. Han är en av de första i Sverige att ansluta sig till den newtonska fysiken och inför såväl den praktiska astronomin som den rationalistiska wolffianska filosofin vid universitetet.
- Lövsta järnbruk i Uppland är nu helt återuppbyggt efter den ryska skövlingen 1719 och produktionen drar åter igång med full kraft.

## Födda
- 6 januari – Thomas Chittenden, amerikansk politiker.
- 24 november – Henrik af Trolle, svensk sjömilitär.
- Maria Angela Ardinghelli, italiensk översättare, matematiker och fysiker.

## Avlidna
- 23 februari – Benedictus XIII, född Pietro Francesco Orsini, påve sedan 1724.
- 2 augusti – Mattias Steuchius, professor i logik och metafysik, svensk ärkebiskop sedan 1714.
- 14 september – Sophia Elisabet Brenner, svensk författare.
- 12 oktober – Fredrik IV, kung av Danmark och Norge sedan 1699.
- 6 november – Hans Hermann von Katte, preussisk arméofficer, avrättad vid Küstrins fästning för att ha medverkat till vännen kronprins Fredrik av Preussens flyktförsök.

### Fotnoter
1. ↑  ”World Statesmen (läst 5 april 2011)”. http://www.worldstatesmen.org/Sweden.html.
2. ↑  ”Värmlands brandhistoriska klubb”. Arkiverad från originalet den 12 oktober 2011. https://www.webcitation.org/62NB7kO36?url=http://www.brandhistoriska.org/olyckor_se.html. Läst 25 mars 2011.